# Jurassic World: Világuralom – Előszó
A Jurassic World: Világuralom – Előszó (eredeti cím: Jurassic World Dominion prologue) egy 2021-es amerikai rövidfilm, mely a Jurassic Park filmsorozat része, azon belül a második élőszereplős rövidfilm. Kezdetben IMAX-exkluzív betekintésként jelent meg a Jurassic World: Világuralom című 2022-es amerikai filmhez, később pedig online rövidfilmként. A filmet Colin Trevorrow rendezte.
Az előszó tartalmaz egy őskori jelenetet, amely a kréta korszakban játszódik, és különböző dinoszauruszokat ábrázol élőhelyükön. A jelenetet Szokotra szigetén forgatták.
A felvétel 2021 júniusában debütált a Halálos iramban 9. IMAX vetítésein. Eredetileg a Jurassic World: Világuralom első 5 perceként szolgált volna, de a mozi változatból eltávolították, végül a bővített változat alternatív nyitójeleneteként jelent meg. A rövidfilmet 2021. november 23-án tették közzé az interneten.

## Cselekmény
Az előszó egy őskori jelenettel nyit, amely 65 millió évvel ezelőtt, a kréta időszakban játszódik. Számos új lényt mutat be először a Jurassic Park filmsorozatban, és természetes élőhelyükön ábrázolja őket: Dreadnoughtusok egy tavon keresztül és az körül sétálnak, majd Pteranodonok láthatóak, amint a tó szélén egy tetemből táplálkoznak, majd egy Quetzalcoatlus elzavarja őket. Egy Ankylosaurus egy itatóból iszik, majd egy Oviraptor látható, amint tojást akar lopni egy barlangból. Később egy Nasutoceratops csorda látható, amint átgázolnak egy folyón. A következő jelenetben egy Moros látható, aki egy Giganotosaurus fogai közül szedegeti ki a húsmaradékokat.
Az őskori jelenet a Giganotosaurus és egy Tyrannosaurus rex összecsapásával végződik. Egy közelben lévő Iguanodon elmenekül a területről, miközben a két húsevő harcol, majd a Giganotosaurus megöli a T. rexet. Egy szúnyog leszáll a T. rex holttestére, majd kiszívja a vérét, létrehozva ezzel a filmsorozat alapját, miszerint a borostyánban megőrzött szúnyogból kinyerik az ősi DNS-t, hogy aztán dinoszauruszokat hozzanak létre.
Az előszó napjainkba ugrik az időben, Kalifornia északi részébe, ahol a korábban klónozott T. rexet üldözik az Egyesült Államok Hal- és Vadvédelmi Szolgálatának helikopterével. A T. rex, aki a Jurassic World: Bukott birodalom végén megszökött, most pusztítást végez egy autósmoziban. Egy őr megpróbálja nyugtató lövedékkel eltalálni a T. rexet, de az a közeli erdőbe menekül. A rövidfilm ezzel zárul.
Az IMAX-exkluzív betekintésben (az online rövidfilmben nem) ezután egy rövid montázs látható, melyben futó Gallimimusok, majd egy Allosaurus látható (a Battle at Big Rock egyik jelenete, csak más szemszögből), majd a Mosasaurus látható, miközben kiugrik az óceánból. A montázs közben a következő olvasható: ,,JÖVŐ NYÁRON URALJÁK A FÖLDET”
A prológus egy alternatív magyarázata, hogy a teljes "65 millió évvel később" egyfajta rövidfilm a filmben, amely a NowThis riporthoz kapcsolódik Gemma zhao-val (Jasmine Chiu) amely a Biosyn genetics társaságról szól. A mozis változat ezzel a riporttal kezdődik, a bővített változat pedig a nyitójelenet után folytatódik vele. Ebben a feltételezett kisfilmben a Biosyn genetics által létrehozott állatok szerepelnek és azok valójában a jelenben élnek. Ez magyarázatot ad arra, hogy miért él minden faj ugyanazon a területen és ugyanabban az időben, amelyek a valóságban soha nem találkozhattak, és miért különböznek mind külsőleg, mind viselkedésükben azoktól a valódi állatoktól, amelyek valaha a kréta időszakban éltek.

## Dinoszauruszok és egyéb állatok a filmben
- Dreadnoughtus
- Óriás sáska
- Pteranodon
- Quetzalcoatlus
- Ankylosaurus
- Oviraptor
- Nasutoceratops
- Moros
- Giganotosaurus
- Iguanodon
- Tyrannosaurus rex
- Gallimimus (csak az IMAX-exkluzív betekintésben)
- Allosaurus (csak az IMAX-exkluzív betekintésben)
- Mosasaurus (csak az IMAX-exkluzív betekintésben)